# Lijst van Nederlandse ministers van Landbouw, Visserij, Voedselzekerheid en Natuur
De minister van Landbouw, Visserij, Voedselzekerheid en Natuur staat aan het hoofd van het ministerie van Landbouw, Visserij, Voedselzekerheid en Natuur.
Vanaf 1905 was er sprake van het departement Landbouw. Dat heeft sindsdien vele veranderingen meegemaakt. Het begon als onderdeel van de voorganger van het ministerie van Economische Zaken, en is daar ook nog enkele keren terug in onder gebracht. Ook is het enkele jaren onderdeel geweest van het ministerie van Binnenlandse Zaken en gesplitst geweest van het ministerie van Visserij. In de loop der jaren is de naam van het ministerie meerdere malen veranderd.
Bij de formatie van het kabinet-Rutte I in 2010 werd het departement samengevoegd met dat van Economische zaken onder de naam Ministerie van Economische Zaken, Landbouw en Innovatie. Het aandachtsgebied Landbouw werd in dat kabinet behartigd door een staatssecretaris.
Bij de formatie van het kabinet-Rutte III in 2017 werd het ministerie opnieuw ingesteld.
Sinds het aantreden van het kabinet-Schoof heet het ministerie officieel het ministerie van Landbouw, Visserij, Voedselzekerheid en Natuur.

## Bewindslieden sinds 1905
Sinds 1905 hebben onderstaande personen dit ambt in Nederland vervuld:
| Kabinet                                                                                       | Periode    | Landbouw, Visserij, Voedselzekerheid en Natuur                                   | Landbouw, Visserij, Voedselzekerheid en Natuur                                   |
| --------------------------------------------------------------------------------------------- | ---------- | -------------------------------------------------------------------------------- | -------------------------------------------------------------------------------- |
| kabinet-Schoof                                                                                | 2024-heden | Femke Wiersma                                                                    | Femke Wiersma                                                                    |
| vanaf 2024 Minister van Landbouw, Visserij, Voedselzekerheid en Natuur                        |            |                                                                                  |                                                                                  |
| Kabinet                                                                                       | Periode    | Landbouw, Natuur en Voedselkwaliteit                                             | Landbouw, Natuur en Voedselkwaliteit                                             |
| kabinet-Rutte IV                                                                              | 2022-2024  | Henk Staghouwer / Carola Schouten (a.i.) / Piet Adema                            | Henk Staghouwer / Carola Schouten (a.i.) / Piet Adema                            |
| kabinet-Rutte III                                                                             | 2017-2022  | Carola Schouten                                                                  | Carola Schouten                                                                  |
| vanaf 2017 Minister van Landbouw, Natuur en Voedselkwaliteit                                  |            |                                                                                  |                                                                                  |
| Kabinet                                                                                       | Periode    | Economische Zaken                                                                | Economische Zaken                                                                |
| kabinet-Rutte II                                                                              | 2012-2017  | (onderdeel van Economische Zaken) Henk Kamp                                      | (onderdeel van Economische Zaken) Henk Kamp                                      |
| vanaf 2012 Minister van Economische Zaken                                                     |            |                                                                                  |                                                                                  |
| Kabinet                                                                                       | Periode    | Economische Zaken, Landbouw en Innovatie                                         | Economische Zaken, Landbouw en Innovatie                                         |
| kabinet-Rutte I                                                                               | 2010-2012  | Maxime Verhagen                                                                  | Maxime Verhagen                                                                  |
| vanaf 2010 Minister van Economische Zaken, Landbouw en Innovatie                              |            |                                                                                  |                                                                                  |
| Kabinet                                                                                       | Periode    | Landbouw, Natuur en Voedselkwaliteit                                             | Landbouw, Natuur en Voedselkwaliteit                                             |
| kabinet-Balkenende IV                                                                         | 2007-2010  | Gerda Verburg                                                                    | Gerda Verburg                                                                    |
| kabinet-Balkenende III                                                                        | 2006-2007  | Cees Veerman                                                                     | Cees Veerman                                                                     |
| kabinet-Balkenende II                                                                         | 2003-2006  | Cees Veerman                                                                     | Cees Veerman                                                                     |
| vanaf 2003 Minister van Landbouw, Natuur en Voedselkwaliteit                                  |            |                                                                                  |                                                                                  |
| Kabinet                                                                                       | Periode    | Landbouw, Natuurbeheer en Visserij                                               | Landbouw, Natuurbeheer en Visserij                                               |
| kabinet-Balkenende I                                                                          | 2002-2003  | Cees Veerman                                                                     | Cees Veerman                                                                     |
| kabinet-Kok II                                                                                | 1998-2002  | Haijo Apotheker / Laurens Jan Brinkhorst                                         | Haijo Apotheker / Laurens Jan Brinkhorst                                         |
| kabinet-Kok I                                                                                 | 1994-1998  | Jozias van Aartsen                                                               | Jozias van Aartsen                                                               |
| kabinet-Lubbers III                                                                           | 1989-1994  | Gerrit Braks / Bert de Vries / Piet Bukman                                       | Gerrit Braks / Bert de Vries / Piet Bukman                                       |
| vanaf 1989 Minister van Landbouw, Natuurbeheer en Visserij                                    |            |                                                                                  |                                                                                  |
| Kabinet                                                                                       | Periode    | Landbouw en Visserij                                                             | Landbouw en Visserij                                                             |
| kabinet-Lubbers II                                                                            | 1986-1989  | Gerrit Braks                                                                     | Gerrit Braks                                                                     |
| kabinet-Lubbers I                                                                             | 1982-1986  | Gerrit Braks                                                                     | Gerrit Braks                                                                     |
| kabinet-Van Agt III                                                                           | 1982       | Jan de Koning                                                                    | Jan de Koning                                                                    |
| kabinet-Van Agt II                                                                            | 1981-1982  | Jan de Koning                                                                    | Jan de Koning                                                                    |
| kabinet-Van Agt I                                                                             | 1977-1981  | Fons van der Stee / Gerrit Braks                                                 | Fons van der Stee / Gerrit Braks                                                 |
| kabinet-Den Uyl                                                                               | 1973-1977  | Tiemen Brouwer / Fons van der Stee                                               | Tiemen Brouwer / Fons van der Stee                                               |
| kabinet-Biesheuvel II                                                                         | 1972-1973  | Pierre Lardinois / Jaap Boersma                                                  | Pierre Lardinois / Jaap Boersma                                                  |
| kabinet-Biesheuvel I                                                                          | 1971-1972  | Pierre Lardinois                                                                 | Pierre Lardinois                                                                 |
| kabinet-De Jong                                                                               | 1967-1971  | Pierre Lardinois                                                                 | Pierre Lardinois                                                                 |
| kabinet-Zijlstra                                                                              | 1966-1967  | Barend Biesheuvel                                                                | Barend Biesheuvel                                                                |
| kabinet-Cals                                                                                  | 1965-1966  | Barend Biesheuvel                                                                | Barend Biesheuvel                                                                |
| kabinet-Marijnen                                                                              | 1963-1965  | Barend Biesheuvel                                                                | Barend Biesheuvel                                                                |
| kabinet-De Quay                                                                               | 1959-1963  | Victor Marijnen                                                                  | Victor Marijnen                                                                  |
| vanaf 1959 Minister van Landbouw en Visserij                                                  |            |                                                                                  |                                                                                  |
| Kabinet                                                                                       | Periode    | Landbouw, Visserij en Voedselvoorziening                                         | Landbouw, Visserij en Voedselvoorziening                                         |
| kabinet-Beel II                                                                               | 1958-1959  | Cornelis Staf                                                                    | Cornelis Staf                                                                    |
| kabinet-Drees III                                                                             | 1956-1958  | Sicco Mansholt / Cornelis Staf / Anne Vondeling                                  | Sicco Mansholt / Cornelis Staf / Anne Vondeling                                  |
| kabinet-Drees II                                                                              | 1952-1956  | Sicco Mansholt                                                                   | Sicco Mansholt                                                                   |
| kabinet-Drees I                                                                               | 1951-1952  | Sicco Mansholt                                                                   | Sicco Mansholt                                                                   |
| kabinet-Drees-Van Schaik                                                                      | 1948-1951  | Sicco Mansholt                                                                   | Sicco Mansholt                                                                   |
| kabinet-Beel I                                                                                | 1946-1948  | Sicco Mansholt                                                                   | Sicco Mansholt                                                                   |
| kabinet-Schermerhorn-Drees                                                                    | 1945-1946  | Sicco Mansholt                                                                   | Sicco Mansholt                                                                   |
| vanaf 1945 Minister van Landbouw, Visserij en Voedselvoorziening                              |            |                                                                                  |                                                                                  |
| Kabinet                                                                                       | Periode    | Handel, Nijverheid en Landbouw                                                   | Scheepvaart en Visserij                                                          |
| kabinet-Gerbrandy III                                                                         | 1945       | Hans Gispen                                                                      | James Marnix de Booy                                                             |
| kabinet-Gerbrandy II                                                                          | 1941-1945  | Johannes van den Broek                                                           | James Marnix de Booy                                                             |
| vanaf 1944 Minister van Handel, Nijverheid en Landbouw & Minister van Scheepvaart en Visserij |            |                                                                                  |                                                                                  |
| Kabinet                                                                                       | Periode    | Landbouw en Visserij                                                             | Landbouw en Visserij                                                             |
| kabinet-Gerbrandy II                                                                          | 1941-1945  | Maximilien Paul Léon Steenberghe / Jan van den Tempel / Petrus Adrianus Kerstens | Maximilien Paul Léon Steenberghe / Jan van den Tempel / Petrus Adrianus Kerstens |
| kabinet-Gerbrandy I                                                                           | 1940-1941  | Arie Adriaan van Rhijn / Maximilien Paul Léon Steenberghe                        | Arie Adriaan van Rhijn / Maximilien Paul Léon Steenberghe                        |
| kabinet-De Geer II                                                                            | 1939-1940  | Arie Adriaan van Rhijn                                                           | Arie Adriaan van Rhijn                                                           |
| kabinet-Colijn V                                                                              | 1939       | (onderdeel van Economische Zaken)                                                | (onderdeel van Economische Zaken)                                                |
| kabinet-Colijn IV                                                                             | 1937-1939  | Maximilien Paul Léon Steenberghe                                                 | Maximilien Paul Léon Steenberghe                                                 |
| kabinet-Colijn III                                                                            | 1935-1937  | Laurentius Nicolaas Deckers                                                      | Laurentius Nicolaas Deckers                                                      |
| vanaf 1935 Minister van Landbouw en Visserij                                                  |            |                                                                                  |                                                                                  |
| Kabinet                                                                                       | Periode    | Binnenlandse Zaken en Landbouw                                                   | Binnenlandse Zaken en Landbouw                                                   |
| kabinet-Colijn II                                                                             | 1933-1935  | (onderdeel van Economische Zaken)                                                | (onderdeel van Economische Zaken)                                                |
| kabinet-Ruijs de Beerenbrouck III                                                             | 1929-1933  | Charles Joseph Marie Ruijs de Beerenbrouck                                       | Charles Joseph Marie Ruijs de Beerenbrouck                                       |
| kabinet-De Geer I                                                                             | 1926-1929  | Johannes Benedictus Kan                                                          | Johannes Benedictus Kan                                                          |
| kabinet-Colijn I                                                                              | 1925-1926  | Dirk Jan de Geer                                                                 | Dirk Jan de Geer                                                                 |
| kabinet-Ruijs de Beerenbrouck II                                                              | 1922-1925  | Charles Joseph Marie Ruijs de Beerenbrouck                                       | Charles Joseph Marie Ruijs de Beerenbrouck                                       |
| vanaf 1923 Minister van Binnenlandse Zaken en Landbouw                                        |            |                                                                                  |                                                                                  |
| Kabinet                                                                                       | Periode    | Landbouw, Nijverheid en Handel                                                   | Landbouw, Nijverheid en Handel                                                   |
| kabinet-Ruijs de Beerenbrouck II                                                              | 1922-1925  | Charles Joseph Marie Ruijs de Beerenbrouck                                       | Charles Joseph Marie Ruijs de Beerenbrouck                                       |
| kabinet-Ruijs de Beerenbrouck I                                                               | 1918-1922  | Hendrik Albert van IJsselsteyn / Charles Joseph Marie Ruijs de Beerenbrouck      | Hendrik Albert van IJsselsteyn / Charles Joseph Marie Ruijs de Beerenbrouck      |
| kabinet-Cort van der Linden                                                                   | 1913-1918  | Marie Willem Frederik Treub / Folkert Evert Posthuma                             | Marie Willem Frederik Treub / Folkert Evert Posthuma                             |
| kabinet-Heemskerk                                                                             | 1908-1913  | Syb Talma                                                                        | Syb Talma                                                                        |
| kabinet-De Meester                                                                            | 1905-1908  | Jacob Dirk Veegens                                                               | Jacob Dirk Veegens                                                               |
| vanaf 1905 Minister van Landbouw, Nijverheid en Handel                                        |            |                                                                                  |                                                                                  |
| voor 1905: zie Minister van Waterstaat, Handel en Nijverheid                                  |            |                                                                                  |                                                                                  |

Minister-president · Algemene Zaken · Asiel en Migratie · Binnenlandse Zaken en Koninkrijksrelaties · Buitenlandse Zaken · Defensie · Economische Zaken · Financiën · Infrastructuur en Waterstaat · Justitie · Klimaat en Groene Groei · Landbouw, Visserij, Voedselzekerheid en Natuur · Onderwijs, Cultuur en Wetenschap · Sociale Zaken en Werkgelegenheid · Volksgezondheid, Welzijn en Sport · Volkshuisvesting en Ruimtelijke Ordening · zonder portefeuille

Voormalige ministeries: 

Eredienst